# George Perkins Marsh
Pour les articles homonymes, voir Perkins et Marsh.
George Perkins Marsh est un diplomate et un philologue américain, né le 15 mars 1801 à Woodstock (Vermont) et mort le 23 juillet 1882 à Vallombrosa. Marsh est considéré comme le premier écologiste d’Amérique. Le parc national historique Marsh-Billings-Rockefeller, situé dans le Vermont, tire partiellement son nom de lui.

## Biographie
Il est le fils d’un sénateur. Il est diplômé à la Phillips Academy en 1816 et au Dartmouth College en 1820. Il est admis au barreau en 1825 et exerce le droit à Burlington (Vermont). Il se consacre à la philologie. En 1835, il entre au conseil exécutif du Vermont et est, de 1843 à 1849, représentant du parti whig au Congrès. En 1849, le président Zachary Taylor (1784-1850) l’envoie comme ambassadeur des États-Unis d'Amérique en Turquie. En 1852-1853, il reçoit une mission en Grèce à la suite de l’arrestation d’un missionnaire américain, Jonas King (1792-1869). Il revient dans le Vermont en 1854 et entre, en 1857, dans la commission des chemins de fer de l’État. En 1861, le président Abraham Lincoln (1809-1865) l’envoie comme ambassadeur des États-Unis en Italie. Il meurt à Vallombrosa et est enterré au cimetière protestant de Rome.

## Œuvres
Marsh était linguiste et parlait couramment une demi-douzaine de langues dont le suédois. Ses connaissances étaient très étendues notamment dans sa spécialité, l’islandais. Il écrit de nombreux articles pour l’Universal Cyclopaedia de Rossiter Johnson (1840-1931). Ses principales publications sont : 
- A Compendious Grammar of the Old Northern or Icelandic Language (1838), traduction et compilation des grammaires de Rasmus Christian Rask (1787-1832).
- The Camel, his Organization, Habits, and Uses, with Reference to his Introduction into the United States[1] (1856).
- Lectures on the English Language[2] (1860).
- The Origin and History of the English Language[3] (1862 ; édition révisée en 1885).
- Man and Nature, Physical Geography as Modified by Human Action (1864)[4].

Ce dernier titre est traduit en italien en 1870 et est profondément remanié lors de sa réédition de 1874 qui paraît sous le titre de The Earth as Modified by Human Action; une nouvelle édition révisée paraît en 1885. Il a aussi publié un livre sur l’histoire du Moyen Âge : Mediaeval and Modern Saints and Miracles (1876).
Man and Nature constitue un des premiers ouvrages sur l’écologie et joue un rôle majeur dans la création du parc Adirondack. Marsh y affirme que la déforestation conduit à la désertification. Citant comme exemple les résultats de la déforestation autour de la Méditerranée, il écrit que l’action de l’homme pourrait conduire à un environnement aussi désolé que celui de la lune.
Sa seconde femme, Caroline (née Crane) Marsh (1816-1901), qu’il a épousée en 1839, publie Wolfe of the Knoll and other Poems (1860) et la Life and Letters of George Perkins Marsh (New York, 1888). Mais ce dernier ouvrage est incomplet, le second volume n’ayant jamais paru. Elle a aussi traduit de l’allemand l’ouvrage de Johann C. Biernatzki (1795-1840) consacré au hallig, sous le titre de The Hallig; or the Sheepfold in the Waters (1856).